# Softbol nos Jogos Pan-Americanos de 2015 - Masculino
O torneio masculino de softbol nos Jogos Pan-Americanos de 2015 foi realizado entre 12 e 18 de julho no President's Choice Ajax Pan Am Ballpark. Seis equipes participaram do evento.

## Medalhistas
|  | CAN Canadá |  | VEN Venezuela |  | ARG Argentina |
|  | Kevin Schellenberg Jason Sanford Andy Skelton Jason Hill Ian Fehrman Mathieu Roy Brandon Horn Jeff Ellsworth Brad Ezekiel Derek Mayson Paul Koert Stephen Mullaley Sean Cleary Ryan Boland Ryan Wolfe |  | Tulio Linares Pedro González Joan Colombo Kerlis Rivero Jorge Lima Luiger Pinto Arturo Acacio Rogelio Sequera Erick Urbaneja Irán Páez John Zambrano Edwin Linares Rafael Flores Yeider Chirinos Ramón Jones |  | Huemul Mata Juan Zara Pablo Montero Santiago Carril Mariano Montero Mauricio Cáceres Juan Malarczuk Manuel Godoy Bruno Motroni Juan Potolicchio Sebastián Gervasutti Fernando Petric Teo Migliavacca Román Godoy Gustavo Godoy |

## Formato
As seis equipes integraram um grupo único onde todas se enfrentaram, totalizando cinco jogos. As quatro primeiras colocadas se classificaram as semifinais, onde o perdedor da primeira partida da semifinal (entre o 1º e 2º da primeira fase) jogou contra o vencedor da segunda partida da semifinal (entre o 3º e 4º) para a disputa da medalha de bronze. O perdedor do jogo ganhou a medalha de bronze, enquanto o vencedor disputou a medalha de ouro contra o vencedor da primeira semifinal.

## Primeira fase
|  | Equipes classificadas à fase final |

Todas as partidas seguem o fuso horário local (UTC-5).
| Seleção                  | J | V | D | C+ | C- | DC  |
| ------------------------ | - | - | - | -- | -- | --- |
| CAN Canadá               | 5 | 5 | 0 | 33 | 13 | +20 |
| ARG Argentina            | 5 | 3 | 2 | 19 | 15 | +4  |
| VEN Venezuela            | 5 | 3 | 2 | 14 | 10 | +4  |
| USA Estados Unidos       | 5 | 2 | 3 | 16 | 10 | +6  |
| MEX México               | 5 | 2 | 3 | 16 | 22 | –6  |
| DOM República Dominicana | 5 | 0 | 5 | 5  | 33 | –28 |

| 12 de julho 14:00 | Estados Unidos | 10 – 0 Ficha | República Dominicana | President's Choice Ajax Pan Am Ballpark, Ajax Público: 1 010 |

| 12 de julho 16:30 | Venezuela | 0 – 3 Ficha | Argentina | President's Choice Ajax Pan Am Ballpark, Ajax Público: 200 |

| 12 de julho 19:00 | México | 5 – 10 Ficha | Canadá | President's Choice Ajax Pan Am Ballpark, Ajax Público: 1 243 |

| 13 de julho 14:00 | Argentina | 3 – 5 Ficha | México | President's Choice Ajax Pan Am Ballpark, Ajax Público: 220 |

| 13 de julho 16:30 | República Dominicana | 1 – 5 Ficha | Venezuela | President's Choice Ajax Pan Am Ballpark, Ajax Público: 129 |

| 13 de julho 19:00 | Canadá | 3 – 2 Ficha | Estados Unidos | President's Choice Ajax Pan Am Ballpark, Ajax Público: 2 230 |

| 14 de julho 14:00 | Venezuela | 3 – 1 Ficha | Estados Unidos | President's Choice Ajax Pan Am Ballpark, Ajax Público: 132 |

| 14 de julho 16:30 | México | 4 – 2 Ficha | República Dominicana | President's Choice Ajax Pan Am Ballpark, Ajax Público: 363 |

| 14 de julho 19:00 | Canadá | 9 – 3 Ficha | Argentina | President's Choice Ajax Pan Am Ballpark, Ajax |

| 15 de julho 14:00 | México | 1 – 5 Ficha | Venezuela | President's Choice Ajax Pan Am Ballpark, Ajax Público: 215 |

| 15 de julho 16:30 | Estados Unidos | 1 – 3 Ficha | Argentina | President's Choice Ajax Pan Am Ballpark, Ajax Público: 301 |

| 15 de julho 19:00 | República Dominicana | 2 – 7 Ficha | Canadá | President's Choice Ajax Pan Am Ballpark, Ajax Público: 632 |

| 16 de julho 14:00 | Argentina | 7 – 0 Ficha | República Dominicana | President's Choice Ajax Pan Am Ballpark, Ajax Público: 340 |

| 16 de julho 16:30 | Venezuela | 1 – 4 Ficha | Canadá | President's Choice Ajax Pan Am Ballpark, Ajax Público: 2 010 |

| 16 de julho 19:00 | Estados Unidos | 2 – 1 Ficha | México | President's Choice Ajax Pan Am Ballpark, Ajax Público: 89 |

## Fase final
|  | Semifinais | Semifinais     | Semifinais |   |   | Disputa pelo bronze | Disputa pelo bronze | Disputa pelo bronze |   |           | Final | Final  | Final |
|  |            |                |            |   |   |                     |                     |                     |   |           |       |        |       |
|  | 1          | Canadá         | 2          |   |   |                     |                     |                     |   |           |       |        |       |
|  | 2          | Argentina      | 0          |   |   |                     |                     |                     |   |           | 1     | Canadá | 2     |
|  |            |                |            |   | 2 | Argentina           | 0                   |                     | 3 | Venezuela | 1     |        |       |
|  |            | 3              | Venezuela  | 2 |   |                     |                     |                     |   |           |       |        |       |
|  | 3          | Venezuela      | 1          |   |   |                     |                     |                     |   |           |       |        |       |
|  | 4          | Estados Unidos | 0          |   |   |                     |                     |                     |   |           |       |        |       |

### Semifinais
| 17 de julho 16:30 | Estados Unidos | 0 – 1 Ficha | Venezuela | President's Choice Ajax Pan Am Ballpark, Ajax Público: 521 |

| 17 de julho 19:00 | Argentina | 0 – 2 Ficha | Canadá | President's Choice Ajax Pan Am Ballpark, Ajax Público: 1 030 |

### Disputa pelo bronze
| 18 de julho 12:00 | Venezuela | 2 – 0 Ficha | Argentina | President's Choice Ajax Pan Am Ballpark, Ajax Público: 2 999 |

### Final
| 18 de julho 15:00 | Venezuela | 1 – 2 Ficha | Canadá | President's Choice Ajax Pan Am Ballpark, Ajax Público: 3 030 |

## Classificação final
| Pos.              | Equipe                   | Campanha | Campanha | Campanha |
| Pos.              | Equipe                   | V        | D        |          |
| ----------------- | ------------------------ | -------- | -------- | -------- |
| Medalha de ouro   | CAN Canadá               | 7        | 0        |          |
| Medalha de prata  | VEN Venezuela            | 4        | 4        |          |
| Medalha de bronze | ARG Argentina            | 3        | 4        |          |
| 4                 | USA Estados Unidos       | 2        | 4        |          |
| 5                 | MEX México               | 2        | 3        |          |
| 6                 | DOM República Dominicana | 0        | 5        |          |